# David Monds
David Monds, né le 10 octobre 1983 à Warner Robins, en Géorgie, est un joueur américain de basket-ball. Il évolue au poste de pivot.